# Xia Boingor (sockenhuvudort i Kina, Qinghai Sheng, lat 32,80, long 99,70)
Xia Boingor (kinesiska: 下红科, 下红科乡, 地浪多) är en sockenhuvudort i Kina. Den ligger i provinsen Qinghai, i den nordvästra delen av landet, omkring 470 kilometer sydväst om provinshuvudstaden Xining. Antalet invånare är 2 387. Befolkningen består av 1 184 kvinnor och 1 203 män. Barn under 15 år utgör 31 %, vuxna 15-64 år 63 %, och äldre över 65 år 5,0 %.
Runt Xia Boingor är det mycket glesbefolkat, med 5 invånare per kvadratkilometer. Närmaste större samhälle är Shang Boingor, 15,5 km nordväst om Xia Boingor. Trakten runt Xia Boingor består i huvudsak av gräsmarker.
Genomsnittlig årsnederbörd är 828 millimeter. Den regnigaste månaden är juni, med i genomsnitt 188 mm nederbörd, och den torraste är december, med 3 mm nederbörd.